# Tabota
Tabota ist ein Arrondissement im Departement Atakora in Benin. Es ist eine Verwaltungseinheit, die der Gerichtsbarkeit der Gemeinde Boukoumbé untersteht. Gemäß der Volkszählung von 2013 hatte Tabota 12.190 Einwohner, davon waren 5.985 männlich und 6.205 weiblich.